# Old Maldah
Old Maldah è una suddivisione dell'India, classificata come municipality, di 62.944 abitanti, situata nel distretto di Malda, nello stato federato del Bengala Occidentale. In base al numero di abitanti la città rientra nella classe II (da 50.000 a 99.999 persone).

## Geografia fisica
La città è situata a 25° 02' 31 N e 88° 08' 44 E.

## Società

### Evoluzione demografica
Al censimento del 2001 la popolazione di Old Maldah assommava a 62.944 persone, delle quali 32.522 maschi e 30.422 femmine. I bambini di età inferiore o uguale ai sei anni assommavano a 9.313, dei quali 4.741 maschi e 4.572 femmine. Infine, coloro che erano in grado di saper almeno leggere e scrivere erano 38.163, dei quali 21.761 maschi e 16.402 femmine.